# Indagine sulla manipolazione dei voti di Mnet
L'indagine sulla manipolazione dei voti di Mnet (엠넷의 서바이벌 프로그램 투표 조작 사건?, Emnes-ui seo-baibeol peurogeuraem tupyo jojak sageonLR; lett. "Caso della manipolazione dei voti dei programmi di sopravvivenza di Mnet"), anche nota come Producegate (프로듀스 게이트?, Peurgodyuseu ge-iteuLR) è uno scandalo sudcoreano del 2019 relativo ai brogli elettorali compiuti in diversi talent show prodotti e trasmessi dall'emittente Mnet. L'incidente riguarda principalmente il franchise di Produce 101 e Idol School, il cui scopo era creare gruppi K-pop composti da membri scelti attraverso il televoto.
I primi sospetti di broglio emersero nel luglio 2019 durante l'episodio finale della quarta edizione di Produce 101, Produce X 101, quando diversi telespettatori notarono degli schemi numerici nelle somme totali dei voti. Il 1º agosto 2019, 272 spettatori fecero causa a Mnet poiché i voti inviati via SMS dal pubblico in sala erano stati fatti pagare ₩100 l'uno, dando il via ad un'indagine della polizia metropolitana di Seul. Ahn Joon-young e Kim Yong-bum, produttori della serie di Produce 101, furono arrestati il 5 novembre 2019, e Ahn ammise di aver manipolato i voti di tutte le edizioni del talent. Sia lui che Kim vennero condannati al carcere, mentre gli altri sei imputati furono multati.
L'indagine ha influenzato le attività promozionali dei gruppi formatisi attraverso i programmi di Mnet, come le Iz*One e gli X1, oltre alla percezione pubblica nei confronti dei programmi ancora in corso del medesimo genere.

## Antefatti
Nel 2009, l'emittente via cavo sudcoreana Mnet produsse la sua prima competizione tra aspiranti talenti, Superstar K, che divenne immediatamente popolare, creando un boom di franchise televisivi simili. Nel 2016 lanciò Produce 101, puntando a creare, partendo da 101 concorrenti, un gruppo K-pop temporaneo da 11 membri scelti dal pubblico. Il gruppo formato tramite lo show, le IOI, ebbe successo nel corso del suo anno di attività e, vista la popolarità ottenuta, Mnet continuò la serie, espandendola in un franchise. Le due edizioni successive, Produce 101 Season 2 e Produce 48, portarono alla formazione, rispettivamente, dei Wanna One e delle Iz*One, i quali riscossero successo sul mercato musicale. La quarta edizione, Produce X 101, trasmessa nel 2019, creò la boy band X1. Oltre a Produce 101, Mnet nel 2017 utilizzò una premessa simile per lanciare Idol School, dal quale uscirono le Fromis 9.

## Indagine

### Incidente e causa legale
Durante la diretta della finale di Produce X 101 il 19 luglio 2019, numerosi spettatori sospettarono che Mnet avesse truccato i risultati dopo aver notato che alcuni dei totali finali erano multipli di 7494. La rete rispose alle accuse ammettendo di aver commesso degli errori di calcolo, ma affermò che la classifica finale era corretta e che non aveva intenzione di cambiare la formazione degli X1. Quattordici rappresentanti delle agenzie dei venti finalisti si riunirono il 29 luglio e si accordarono per sostenere il risultato di Produce X 101 e il debutto degli X1. Il 1º agosto, 272 spettatori fecero causa a Mnet per broglio elettorale, poiché i voti inviati via SMS dal pubblico in sala erano stati fatti pagare ₩100 l'uno. Venne in seguito stabilito che la CJ ENM avesse avuto un profitto di 124,65 milioni di won dagli SMS a pagamento delle prime due edizioni del talent.

### Prime incursioni della polizia e accuse dei testimoni
Il 20 agosto 2019, gli uffici della casa produttrice CJ E&M e di un servizio di televoto vennero perquisiti dalla polizia metropolitana di Seul, che rinvenne le registrazioni di alcuni membri dello staff che discutevano della manipolazione dei voti anche durante le edizioni precedenti del programma, estendendo l'indagine a tutte e quattro le stagioni di Produce 101, oltre che a Idol School, Show Me the Money e Superstar K.

#### Produce X 101
Il 1º ottobre 2019, la polizia confermò che i voti dei concorrenti eliminati erano stati aggiunti ai totali di quelli che avrebbero debuttato negli X1, influenzando le posizioni di 2-3 partecipanti che erano inizialmente nella top 11. Venne emesso un mandato di perquisizione e sequestro per gli uffici di Starship Entertainment, Woollim Entertainment e MBK Entertainment, e la polizia indagò anche diverse agenzie coinvolte in Produce 48. Stando a quanto riportato, da contratto con la CJ E&M le agenzie venivano pagate ₩100.000 per ogni episodio in cui appariva il loro concorrente. Un apprendista idol anonimo asserì che ad esse veniva versato soltanto un milione di won per la partecipazione ad una canzone, mentre ogni concorrente riceveva una minima percentuale e la CJ E&M tratteneva i profitti aggiuntivi. Alcune agenzie che non si trovavano d'accordo con le condizioni chiedevano che i loro concorrenti fossero eliminati all'ultimo minuto.
Il 15 ottobre 2019, MBC trasmise un segmento speciale dedicato alla controversia durante il programma PD sucheop, con interviste anonime ad ex-concorrenti e rappresentanti delle agenzie. Essi affermarono che i produttori del programma fossero soliti fare delle preferenze, per esempio costringendo i produttori delle canzoni ad assegnare più parti a determinati soggetti e distribuendo iniquamente lo screen time; uno di loro sostenne che l'apparizione di un concorrente fosse stata completamente tagliata da un episodio per aver protestato contro un membro dello staff che gli aveva urlato contro per svegliarlo. Un ex-concorrente anonimo sostenne che uno dei suoi compagni, dopo aver subito pressioni dalla Starship Entertainment, fosse stato segretamente informato in anticipo di una missione da uno dei coreografi, che alcuni partecipanti conoscessero già i risultati finali prima dell'annuncio e che un concorrente della Woollim Entertainment avesse saputo che solo una persona della sua agenzia avrebbe debuttato negli X1. Due concorrenti affermarono che la posizione di centro per la sigla X1-MA fosse stata assegnata originariamente ad una persona diversa scelta da loro, prima che i produttori annunciassero all'ultimo minuto che sarebbe stata invece una decisione del pubblico. Un quarto asserì che molti di loro avevano percepito una preferenza dei produttori per la Starship Entertainment. I membri dello staff raccontarono in forma anonima che i risultati finali erano stati calcolati da un solo produttore, fuori sede, e comunicati via SMS.

#### Idol School
Il 3 ottobre 2019, una concorrente di Idol School anonima sostenne che, su 4.000 candidate, soltanto 3 o 4 di loro avessero effettivamente sostenuto l'audizione per apparire nel programma. In un'intervista con MBC, una partecipante asserì che, durante i sei mesi di formazione previsti dallo show, le ragazze avessero ricevuto soltanto vestiti estivi, che avevano dovuto indossare anche con il freddo, che le comunicazioni con l'esterno fossero state tagliate, che avessero il permesso di acquistare i beni di prima necessità solo una volta al mese e che non ricevessero abbastanza cibo.
Durante la trasmissione del 15 ottobre di PD sucheop, diverse apprendiste idol anonime sostennero che i loro alloggi non avessero una ventilazione adeguata e che, a causa della polvere, alcune avessero avuto delle eruzioni cutanee. Inoltre affermarono di essere state talmente malnutrite che alcune concorrenti avevano cessato di avere le mestruazioni, o che fossero durate due mesi.

### Indagine per corruzione, arresti e incriminazione
Il 16 ottobre 2019, la polizia iniziò a indagare per verificare se i produttori avessero accettato del denaro per truccare i voti. Il 5 novembre, dopo l'approvazione del tribunale nazionale di Seul, la polizia emanò mandati di arresto e interdizione all'espatrio per il regista di Produce 101 Ahn Joon-young, il produttore-capo Kim Yong-bum, un produttore di cognome Lee e il vicepresidente della Starship Entertainment Kim Kang-hyo, dopo che avevano cercato di distruggere le prove. Entro sera, Ahn e Kim Yong-bum furono arrestati. Durante l'interrogatorio, Ahn ammise di aver manipolato i risultati sia di Produce X 101 che di Produce 48, negò invece che le prime due stagioni fossero state truccate. In seguito, però, ritrattò e confessò di aver truccato tutte le edizioni.
Il 7 novembre 2019, la polizia rivelò che la top 20 di Produce 48 e Produce X 101 era stata predeterminata dai produttori prima della registrazione e messa in onda delle esibizioni finali. Dieci persone, inclusi i quattro individui già menzionati in precedenza e il vicepresidente della CJ ENM Shin Hyung-kwan, furono arrestate il 12 novembre. Due giorni dopo, la polizia trasferì il caso alla procura, raccomandando che Ahn e Kim Yong-bum venissero incriminati per frode, abuso di fiducia per aver accettato tangenti e violazione dell'atto sulla sollecitazione impropria e la corruzione; per due degli altri, tutti accusati di turbativa all'attività aziendale, richiese l'assoluzione. Contemporaneamente venne riportato che gli inquirenti avevano trovato le prove che anche la prima e la seconda edizione di Produce 101 fossero state manipolate. Alla domanda se avesse effettivamente ammesso di aver truccato i voti, il produttore Ahn rispose che gli dispiaceva prima di salire sull'auto della procura. I telespettatori delle due stagioni formarono dei comitati insistendo per la pubblicazione dei dati originali.
Il 3 dicembre la procura del distretto centrale di Seul iscrisse nel registro degli indagati otto persone per sospetta manipolazione dei voti a pagamento di tutte le quattro edizioni di Produce 101 allo scopo di favorire determinati concorrenti. Ahn Joon-young, Kim Yong-bum e il produttore Lee vennero incriminati per turbativa dell'attività aziendale e frode, mentre i dirigenti Kim Shi-dae e Kim della Starship Entertainment, l'ex-dipendente della Woollim Entertainment Lee, l'ex-dipendente della 8D Creative Ryu e il dipendente della Around Us Entertainment Kim furono accusati di corruzione e violazione dell'atto sulla sollecitazione impropria e la corruzione. Secondo l'accusa scritta, l'intera formazione delle Iz*One e degli X1 era stata alterata, oltre alla posizione finale di un membro dei Wanna One e di una componente delle I.O.I che altrimenti non sarebbero entrati nel gruppo. Da quanto riportato, due giorni prima della finale di Produce X 101 tre persone, tra cui Kim Yong-bum e Ahn, si erano incontrate nella sala riunioni della CJ ENM per decidere i vincitori e determinarne la classifica, avendo visto dai risultati temporanei delle votazioni online che negli X1 sarebbero entrati alcuni concorrenti che avevano già debuttato e che invece volevano escludere; lo stesso era stato fatto per le Iz*One. Risultò inoltre che, in tutte le edizioni, anche le votazioni intermedie erano state manipolate, scambiando le posizioni di alcuni concorrenti per evitare che altri fossero eliminati. Ahn e Kim Yong-bum affermarono di aver predeterminato la formazione di Iz*One e X1 poiché le aspettative create dal successo dei Wanna One li avevano messi sotto pressione.
La polizia aveva precedentemente scoperto la collusione tra il team della produzione e le agenzie d'intrattenimento, evidenziando che, per una quarantina di volte nella seconda metà del 2018, Ahn aveva usufruito di locali notturni per adulti di Gangnam sponsorizzati dalle agenzie dei concorrenti per un valore di circa ₩100 milioni. L'iscrizione nel registro degli indagati chiarì che, dal gennaio 2018 al luglio 2019, Ahn aveva fruito 47 volte di tali servizi per un valore di 46,83 milioni di won, pagati dai dirigenti e dai dipendenti delle cinque compagnie di spettacolo in cambio di apparizioni in Produce 48 e Produce X 101 e un montaggio delle puntate a loro favorevole. La 8D Creative rispose affermando che Ryu non lavorava più per loro e che l'accusa di corruzione nei suoi confronti stava venendo mossa all'agenzia di Ryu, la Enfant Terrible. L'Around Us Entertainment dichiarò che il proprio dipendente Kim aveva comprato degli alcolici ad Ahn, ma che non erano coinvolti nella corruzione.
Il 14 febbraio 2020 la polizia di Seul emise i mandati d'arresto per due persone facenti parte dello staff di Idol School, i quali furono però respinti dalla corte. Ad aprile venne disposta una seconda indagine sulla seconda edizione di Produce 101, dalla quale emerse che un concorrente "A" che avrebbe dovuto debuttare nei Wanna One aveva fatto richiesta di non essere incluso nel gruppo e perciò Kim Yong-bum l'aveva scambiato con un altro, ma i procuratori stabilirono che non ci fossero prove sufficienti per dimostrare una frode.
Il 7 luglio 2020 il produttore capo Kim Tae-un di Idol School e un manager di Mnet, anch'egli di cognome Kim. furono incriminati per turbativa dell'attività aziendale e frode. Kim Tae-eun ammise di aver truccato i risultati dei voti a pagamento, dichiarandosi tuttavia non colpevole, poiché vittima e beneficiario della frode erano lo stesso soggetto, la CJ ENM; il manager Kim, accusato di aver cospirato con Kim Tae-eun, respinse l'accusa motivando che non si era verificata alcuna cospirazione.

### Processi
Il 20 dicembre si tenne l'udienza preprocessuale al tribunale del distretto centrale di Seul; gli otto imputati non erano presenti, ma i loro rappresentanti legali dichiararono che ammettevano le accuse, pur ritenendo che le cifre e i moventi indicati andassero ridiscussi. Chiesero inoltre che il processo si tenesse a porte chiuse per minimizzare i danni ai concorrenti di Produce 101. Alla seconda udienza preprocessuale del 14 gennaio 2020, due membri dello staff della prima edizione, il produttore capo Han Dong-chul e uno scrittore di cognome Park, entrambi sospettati di aver partecipato alla truffa, furono scelti come testimoni, mentre i legali di Ahn Joon-young e Kim Yong-bum dichiararono che i loro assistiti riconoscevano le accuse, ma ne avrebbero contestato la legittimità, non avendo avuto intenzione di commettere un reato.
Tutti gli imputati si presentarono al primo processo dell'8 febbraio 2020. I legali di Ahn e Kim dichiararono che i voti erano stati truccati durante le prime due stagioni di Produce 101 per favorire l'uscita dal programma di alcuni concorrenti che avevano espresso il desiderio di andarsene; inoltre, Ahn ammise di aver violato l'atto sulla sollecitazione impropria e la corruzione, ma disse che aveva bevuto con i rappresentanti delle agenzie d'intrattenimento senza accettare nessuna tangente, un'affermazione sostenuta anche dagli altri imputati.
Al secondo processo del 23 marzo, lo staff di Produce 101 ammise la maggioranza delle accuse, tranne quella di corruzione. Tramite il suo avvocato, Ahn affermò di aver manipolato i risultati perché i dati di ascolto e il successo del programma l'avevano messo sotto pressione. Anche i rappresentanti delle agenzie di intrattenimento negarono l'accusa di corruzione, sostenendo che gli incontri privati con Ahn erano avvenuti in amicizia e non si era parlato dello show. Al terzo processo del 27 aprile Ahn si scusò per le sue azioni, pur continuando a negare i capi d'imputazione. L'udienza finale si ebbe il 12 maggio, i procuratori chiesero tre anni di carcere per lui e Kim Yong-bum, due per l'assistente produttore Lee e uno per i rappresentanti e i dipendenti delle cinque agenzie d'intrattenimento.
Il 29 maggio 2020 il tribunale del distretto centrale di Seul riconobbe colpevoli tutti gli otto imputati, e condannò Ahn Joon-young e Kim Yong-bum al carcere, rispettivamente per due anni il primo e per un anno e otto mesi il secondo. Gli altri furono multati: il produttore Lee Mi-kyung per 10 milioni di won, due rappresentanti delle agenzie d'intrattenimento di cognome Kim per 5 milioni di won, tre rappresentanti delle agenzie di cognome Lee, Kim e Ryu per 7 milioni di won. Anche Ahn ricevette una multa, da 36 milioni.
Il 5 giugno sia Ahn che i procuratori impugnarono la sentenza. Il primo processo d'appello si tenne il 18 novembre e confermò i verdetti per Ahn, Kim Young-bum e Lee Mi-kyung, condannando invece i cinque rappresentanti delle agenzie di intrattenimento a otto mesi di reclusione sospesi a favore di due anni di libertà vigilata. Rivelò inoltre i nomi dei concorrenti eliminati a causa dell'intervento dei produttori: Kim Su-hyun e Seo Hye-lin nella prima edizione, Seong Hyun-woo e Kang Dong-ho nella seconda, Lee Ka-eun e Han Cho-won nella terza (che avrebbero originariamente vinto classificandosi rispettivamente quinta e sesta), Timothee Anzardi, Kim Kook-heon, Lee Jin-woo, Koo Jung-mo, Lee Jin-hyuk e Keum Dong-hyun nella quarta (che Koo Jung-mo, Lee Jin-hyuk e Keum Dong-hyun avrebbero vinto posizionandosi sesto, settimo e ottavo nella finale). Ahn, Kim Yong-bum, due rappresentanti delle agenzie d'intrattenimento e i procuratori impugnarono anche la sentenza d'appello, presentando il proprio caso alla corte suprema.
Il 22 gennaio 2021, Kim Kwang-soo, fondatore e direttore capo della produzione della MBK Entertainment, e l'AD Park di Pocketdol Studio ricevettero una multa da 10 milioni di won per aver acquistato diecimila account sul sito di Mnet e averli usati per assegnare 89.228 voti falsi a tre dei propri concorrenti durante la prima stagione; le loro azioni non avevano comunque influenzato il risultato finale.
Il 10 giugno 2021, il produttore capo di Idol School Kim Tae-eun venne condannato a un anno di prigione per l'eliminazione illegittima della concorrente Lee Hae-in, mentre il responsabile del team di pianificazione e produzione Kim a una multa di 10 milioni di won per favoreggiamento.

## Reazioni

### Risposta di Mnet
Mnet fece le proprie scuse dopo le prime accuse scoppiate a luglio e affermò che avrebbe sottoposto la questione ad un'agenzia investigativa esterna. Nonostante il contraccolpo e le indagini ancora in corso, il 21 ottobre 2019 annunciò che nel 2020 avrebbe lanciato un altro talent, Sipdae gasu. Il 5 novembre, Mnet menzionò in un comunicato che stava collaborando con la polizia dopo l'emissione dei mandati di arresto. In seguito all'incarcerazione di Ahn Joon-young e Kim Yong-bum, l'emittente dichiarò che avrebbe implementato nei suoi reality in corso e futuri, come Queendom e Sipdae gasu, un "sistema di osservatori", con persone ordinarie e terze che avrebbero supervisionato i voti. Inoltre, nel talent World Klass venne rimosso il televoto a pagamento, sostituito da un sistema di valutazioni condotte da esperti dell'industria e voti su V Live. Il 18 novembre 2019, l'emittente rimosse tutte le edizioni di Produce 101 dai suoi servizi di video on demand.
Il 3 dicembre 2019, Mnet fece nuovamente le proprie scuse per i risultati delle indagini e informò che avrebbe comunicato presto i piani futuri per Iz*One e X1. Il 18 dicembre, Kang Ji-hoon, gestore dei contenuti di Mnet, annunciò che il canale non avrebbe più prodotto programmi basati su audizioni e che stava discutendo un risarcimento per i concorrenti eliminati ingiustamente.
Dopo l'ammissione da parte di Ahn Joon-young di aver truccato le prime due stagioni, un'immagine che era stata pubblicata sull'account ufficiale Facebook di Mnet in concomitanza con la finale della seconda edizione di Produce 101 divenne virale. L'immagine includeva Kang Dong-ho e Kim Jong-hyun dei NU'EST e Samuel Kim tra i vincitori, ma la rete aveva dichiarato che si era trattato di un errore e l'aveva cancellata poco dopo.

### Risposta della CJ ENM
Il 30 dicembre 2019, la CJ ENM tenne una conferenza stampa durante la quale fece delle scuse formali per la situazione che era venuta a crearsi. L'amministratore delegato Heo Min-hoe annunciò che l'azienda avrebbe istituito un comitato per la trasparenza nella produzione dei programmi, rinnovato il proprio codice etico, risarcito i concorrenti di Produce 101 danneggiati dalla manipolazione dei voti, sostenuto le loro attività future e creato un fondo esterno indipendente destinato allo sviluppo dell'industria musicale con i profitti ricavati da Mnet fino a quel momento e che avrebbe ricevuto in futuro dalle attività dei gruppi usciti dai talent della rete coinvolti nello scandalo. Il direttore dell'ufficio comunicazioni Shin Yoon-yong espresse invece l'intenzione di far riprendere rapidamente le attività alle Iz*One.
Dopo la sentenza del 29 maggio 2020, la CJ ENM informò di aver raggiunto un accordo amichevole con le agenzie dei membri degli X1 per il risarcimento, e di aver avviato discussioni in merito con i rappresentanti degli altri concorrenti penalizzati.

### Effetti sugli artisti
Dopo la presentazione della causa nell'agosto 2019, diversi marchi cancellarono i loro contratti di endorsement con gli X1 o li misero in pausa. Le agenzie di numerosi membri del gruppo rifiutarono di firmare il contratto con la CJ ENM fino al chiarimento di tutte le accuse. Nonostante questo, il debutto avvenne come pianificato. Dopo la cancellazione dell'apparizione degli X1 ai V Live Award 2019, Mnet annunciò che il gruppo si sarebbe preso una pausa dalle promozioni, e alcuni membri lasciarono il dormitorio comune per tornare dalle proprie famiglie. I fan del gruppo organizzarono un comitato di protesta per chiedere il rimborso della quota d'iscrizione al fanclub ufficiale, non avendo ricevuto né il merchandise dedicato né i benefici previsti.
Il primo album in studio delle Iz*One, Bloom*Iz, la cui uscita era prevista per l'11 novembre 2019, fu posticipato in seguito all'interrogatorio ad Ahn Joon-young del 6 novembre. Inoltre, gli showcase, le promozioni e diverse ospitate del gruppo vennero annullati o messi in pausa, al pari della loro esibizione agli Mnet Asian Music Award il 4 dicembre e della distribuzione del film-concerto Eyes on Me: The Movie. Il 28 novembre vennero interrotte anche tutte le loro promozioni in Giappone, inclusi i programmi radiofonici di Sakura Miyawaki e Hitomi Honda. La maggior parte dei membri del gruppo si ritirò dal dormitorio condiviso per trascorrere la pausa in famiglia. I fan coreani del gruppo chiesero il rimborso della quota di iscrizione al fanclub ufficiale, delle copie di Bloom*Iz acquistate in pre-ordine e della tariffa applicata agli SMS di voto. Il 4 dicembre il fanclub giapponese venne sospeso, chiudendo le nuove iscrizioni e rimborsando quelle già ricevute.
I Golden Disc Award 2020, che avevano inizialmente inserito Iz*One e X1 tra le nomination, rispettivamente, per l'Album Disc Bonsang e il Premio artista principiante, li rimossero dall'elenco presentato alla giuria. Il 6 gennaio 2020, non riuscendo a trovare un accordo sul loro futuro, le agenzie dei componenti sciolsero gli X1; le agenzie delle Iz*One, invece, concordarono di far proseguire l'attività al gruppo.

### Opinione pubblica
Alla luce delle accuse iniziali del luglio 2019, il politico Ha Tae-kyung condannò Mnet, affermando che la probabilità che alcuni dei numeri pubblicati si presentassero naturalmente era molto bassa. Il 17 ottobre 2019, la Korea Communications Standards Commission rivelò che avrebbe potuto multare Mnet per ₩30 milioni per violazione del decreto di applicazione della legge sulla radiodiffusione. La commissione impose una penale a CJ ENM nel luglio 2020 per non essere riuscita a controllare le procedure interne dei propri programmi, e un'ulteriore penale di 30 milioni di won, il massimo previsto, per ciascuna stagione di Produce 101, citando come motivazione il "livello di manipolazione senza precedenti".
La commissione per la produzione di Produce 101 Japan, spin-off giapponese di Produce 101 trasmesso nel 2019, comunicò sul proprio sito ufficiale che non aveva legami con i produttori coreani e che il loro sistema di voto era separato e veniva analizzato da un gruppo esterno di avvocati.
Il 2 dicembre 2019 il presentatore di Produce X 101 Lee Dong-wook rispose ai giornalisti che gli chiedevano di condividere la sua opinione sulla controversia che era un peccato che le cose fossero andate così e che si teneva ancora in contatto con i concorrenti del programma.

#### Reazioni dei concorrenti
Nell'ottobre 2019, il padre di Lee Hae-in, una concorrente della prima edizione di Produce 101 e anche di Idol School, tramite il fansite della figlia accusò la CJ ENM di averle suggerito, durante l'audizione preliminare, di firmare con una delle proprie sussidiarie per assicurarsi di debuttare dopo essere stata eliminata, e che la ragazza l'aveva fatto per paura di non essere accettata ad Idol School. Tuttavia, dopo la sua eliminazione la CJ ENM non aveva dato seguito alla questione e Lee non aveva perciò potuto firmare con nessun'altra agenzia. La CJ ENM rispose facendo le proprie scuse. Dopo la notizia, Lee Hae-in rivelò su Instagram e durante la puntata del 15 ottobre di PD sucheop le pessime condizioni sotto le quali avevano lavorato lei e le altre concorrenti durante Idol School.
Dopo gli arresti di Ahn Joon-young e Kim Yong-bum, Shiori Niwa, un'altra concorrente della prima edizione, postò e poi cancellò una serie di tweet affermando che il programma potesse essere stato manipolato, poiché aveva notato che alcune concorrenti conoscevano già il testo e la coreografia di Pick Me quando lei l'aveva sentita. Jung Dong-soo, un concorrente della seconda edizione di Produce 101, richiese che i colpevoli fossero puniti e raccontò che era "sconvolto" e "arrabbiato". Allo stesso tempo, entrambi mostrarono sostegno ai partecipanti al programma. Altri concorrenti della seconda edizione di Produce 101 espressero la propria opinione: Lee Dae-hwi e Park Hee-seok esternarono il proprio supporto nei confronti delle Iz*One e degli X1, e Kim Nam-hyung commentò che probabilmente la maggior parte dei concorrenti che aveva gareggiato con lui aveva percepito che qualcosa non andasse.